# Władimir Arsienjew
Władimir Kławdijewicz Arsienjew (ros. Владимир Клавдиевич Арсеньев; ur. 29 sierpnia?/10 września 1872 w Petersburgu, zm. 4 września 1930 we Władywostoku) – rosyjski oficer, etnograf, badacz Dalekiego Wschodu, pisarz.

## Życiorys

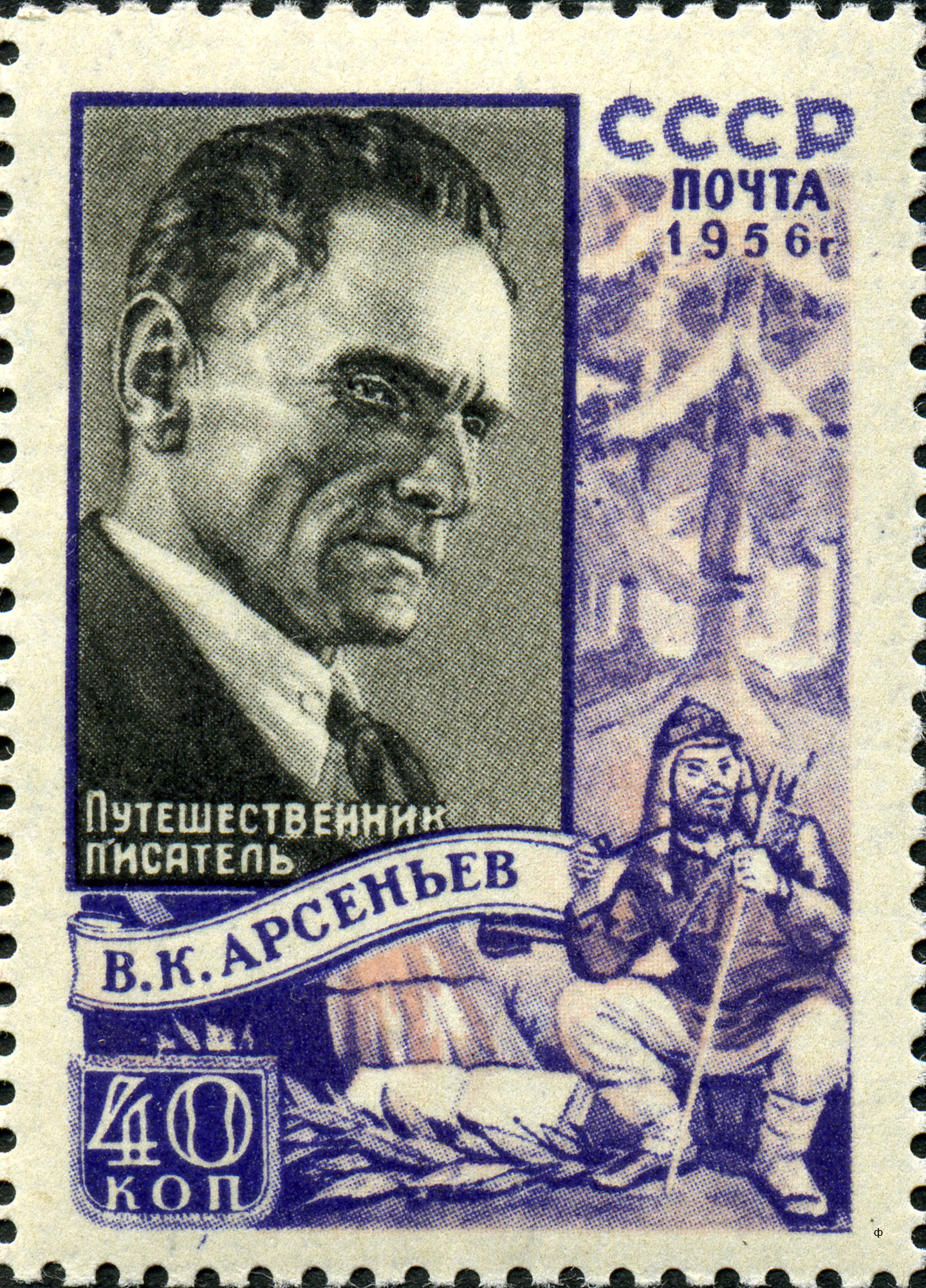
„Podróżnik-pisarz” – Władimir Arsienjew na znaczku poczty ZSRR z 1956 roku

Urodził się w St. Petersburgu w wielodzietnej rodzinie. Jego ojciec pracował na kolei. W 1892 Władimir wstąpił do szkoły junkrów piechoty w St. Petersburgu. Jednym z wykładowców w szkole był brat znanego ówcześnie, rosyjskiego podróżnika Grigorija Grum-Grżimaiły, który zainteresował chłopca podróżami i geografią oraz skierował jego uwagę na Daleki Wschód. Po ukończeniu szkoły Arsienjew otrzymał przydział służbowy do Polski. Pierwsze lata służby wojskowej 1896-1900 spędził jako podporucznik w Łomży. Często odbywał wędrówki nad rzekami Biebrzą i Narwią. Od 1900 służył we Władywostoku. Od 1902 organizator ekspedycji naukowo-badawczych na rosyjski Daleki Wschód. Od 1909 członek Cesarskiego Towarzystwa Geograficznego. Zmarł na zapalenie płuc w czasie kolejnej swojej wyprawy naukowej nad dolny Amur w roku 1930.

## Twórczość
Bazując na swoich notatkach podróżniczych, uprawiał pisarstwo krajoznawcze, reportaże z podróży, szkice. Debiutował cyklem reportaży Z dziennika podróży (1910-1912). Tematyka dalekowschodnia i podróże stanowią główny motyw jego kolejnych powieści: Po Kraju Ussuryjskim (1921), Dersu Uzała (1923), Na bezdrożach tajgi (1927) W górach Sichote-Aliń (1937). Pisarz harmonijnie połączył w nich informacje naukowe (geologia, etnografia) o rosyjskimi Dalekim Wschodzie z poetyckimi pejzażami, przygodami i opisem życia tubylców.
W 2007 rosyjskie wydawnictwo „Karski” po raz pierwszy opublikowało pełne wydanie wszystkich dzieł Arsienjewa.

## Dersu Uzała
Jego najsławniejsze książki to Po Kraju Ussuryjskim (1921) i Dersu Uzała (1923) – barwna relacja z wypraw do Krainy Ussuryjskiej odbytych w latach 1902–1908. W trakcie pierwszej z tych wypraw Arsienjew poznał Dersu Uzałę, myśliwego z plemienia Nanajów (Goldów), który został jego przewodnikiem po tajdze i bliskim przyjacielem.
Książkę ekranizowano dwukrotnie: Dersu Uzała (1961), wersja radziecka w reżyserii Agasi Babajana (Агаси Бабаян) i Dersu Uzała (1975), bardziej znana wersja japońsko-rosyjska, którą wyreżyserował Akira Kurosawa. Film dostał liczne nagrody na festiwalach filmowych w ZSRR, USA (Oscar 1975) i innych krajach, a także znalazł się na watykańskiej liście najlepszych filmów w historii kina jako „wartościowy”.
W domu rodzinnym Arsienjewa we Władywostoku znajduje się poświęcone mu muzeum oraz jego pomnik. Imieniem Arsienjew nazwano nieduże miasto w Kraju Nadmorskim (gdzie też mieści się muzeum) i lodowiec.

## Życie prywatne
Władimir Arsienjew umierając w wieku 57 lat pozostawił żonę Margeritę N. Arsienjewną. Została ona aresztowana w 1934 i w 1937 oskarżona o przynależność do podziemnej organizacji szpiegowsko-dywersyjnej, której przywódcą miał być jej zmarły mąż. 21 sierpnia 1938, po trwającej 10 minut rozprawie, sąd wojskowy skazał ją na śmierć. Wyrok został wykonany natychmiast. Córka z tego małżeństwa – Natalia, została aresztowana w kwietniu 1941 i zesłana do Gułagu.